# Cycloramphus asper
Cycloramphus asper är en groddjursart som beskrevs av Werner 1899. Cycloramphus asper ingår i släktet Cycloramphus och familjen Cycloramphidae. IUCN kategoriserar arten globalt som otillräckligt studerad. Inga underarter finns listade i Catalogue of Life.